# Brooks Sports
Brooks Sports, Inc. fue fundada en 1914 por Morris Goldenberg y es una empresa que produce calzado y prendas de vestir deportivas de alto rendimiento. Brooks originalmente fabricó zapatillas de playa en 1917 antes de pasar al deporte mediante la producción de zapatos de béisbol en 1920 y zapatos de fútbol en la década de 1930. En 1938 el equipo de baseball campeón del mundo Pittsburgh Pirates usó zapatos Brooks. En 1984 el quaterback Dan Marino, usaba el calzado deportivo Brooks.
El nombre fue seleccionado por su fundador, Morris Goldenberg, a partir del apellido de soltera de su mujer, que era originalmente Bruchs.
La sede de Brooks Sports Inc. se encuentra en Bothell, Washington, Estados Unidos. Brooks fue adquirida por Russell Corporation a finales de 2004. El 2 de agosto de 2006, Russell anunció oficialmente su venta a Berkshire Hathaway.